# Last Date (album d'Emmylou Harris)
Pour les articles homonymes, voir Last Date.
Albums de Emmylou Harris
Evangeline
(1981) White Shoes
(1983)
Last Date est un album solo enregistré en public de la chanteuse américaine de country rock Emmylou Harris. Emmylou Harris est accompagnée de son groupe, le Hot Band, sorti en octobre 1982.
Il a été classé 9e album de musique country au Billboard en 1983.

## Titres de l’album
1. "I'm Movin' On" (Hank Snow) – 3:05
2. "It's Not Love (But It's Not Bad)" (Glenn Martin/Hank Cochran) – 2:49
3. "So Sad (to Watch Good Love Go Bad)" (Don Everly) – 3:20
4. "Return of the Grievous Angel" (Thomas S. Brown/Gram Parsons) – 3:50
5. "Restless" (Carl Perkins) – 3:20
6. "Racing in the Street" (Bruce Springsteen) – 5:24
7. "Long May You Run" (Neil Young) – 3:09
8. "We'll Sweep Out the Ashes in the Morning" (Joyce Allsup) – 2:50
9. "Juanita" (Gram Parsons/Chris Hillman) – 3:06
10. "Devil in Disguise" (Gram Parsons/Chris Hillman) – 3:10
11. "(Lost His Love) On Our Last Date" (Conway Twitty/Floyd Cramer) – 3:31
12. "Buckaroo/Love's Gonna Live Here" [medley] (Bob Morris/Buck Owens) – 4:19

La réédition en CD de 2000 comprend aussi:
1. "Another Pot o' Tea" (Paul Grady) – 3:01
2. "Maybe Tonight" (Shirley Eikhard) – 2:53

## Musiciens
- Emmylou Harris - voix, guitare
- Mike Bowden - guitare basse
- Steve Fishell - dobro, guitare, pedal steel
- Wayne Goodwin - flute, guitare, mandoline, violon, saxophone
- Don Johnson - claviers, voix
- Frank Reckard - guitare, voix
- Barry Tashian - banjo, guitare, voix
- John Ware - batterie